# Allium cyrilli
Allium cyrilli är en amaryllisväxtart som beskrevs av Michele Tenore. Allium cyrilli ingår i släktet lökar, och familjen amaryllisväxter. Inga underarter finns listade i Catalogue of Life.

## Bildgalleri

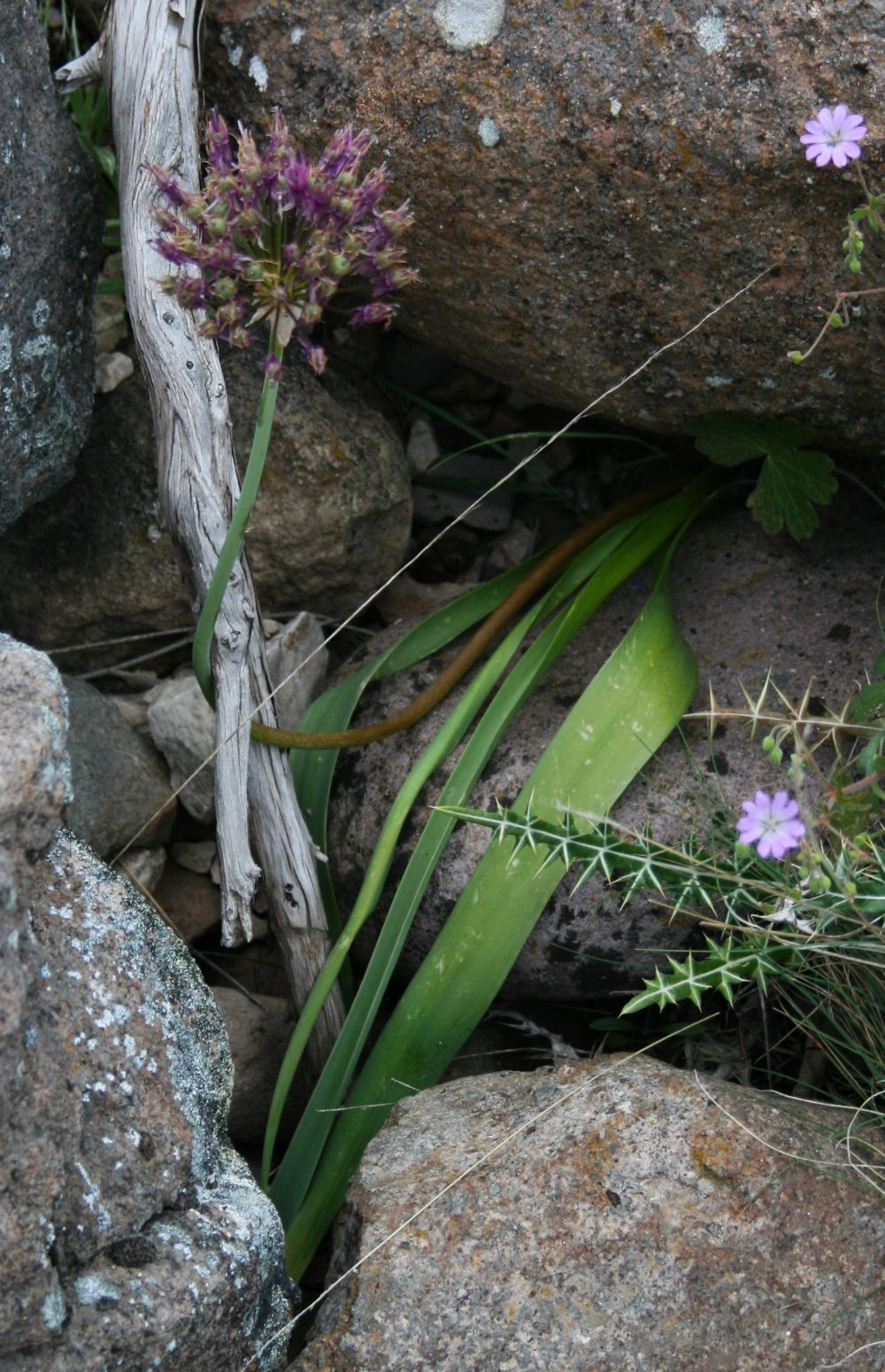